# Derris acuminata
Derris acuminata är en ärtväxtart som beskrevs av George Bentham. Derris acuminata ingår i släktet Derris och familjen ärtväxter. IUCN kategoriserar arten globalt som livskraftig.

## Underarter
Arten delas in i följande underarter:
- D. a. acuminata
- D. a. sikkimensis